# Daniel Gabriel Debouck
Daniel Gabriel Debouck ( 27 de julio de 1952, Bruselas) es un botánico belga.
De 1971 a 1973 estudia Agronomía en la Facultad de Ciencias Agronómicas del Estado, en Gembloux. Y en 1976 se recibe de ingeniero agrónomo, en orientación Agronomía General cum suma laude; con una tesina en fisiología vegetal: nutrición mineral y salinidad. Y con un Certificado en Fitotecnia Tropical cum maxima suma laude.
Entre 1979 a 1983 continua en Gembloux, Bélgica y obtiene un doctorado en Ciencias Agronómicas en Fisiología Vegetal, Etnobotánica y Ecología Vegetal. Su tesis versó sobre "Contribution à l'étude des corrélations périméristématiques intervenant dans les processus de ramification et de floraison chez les haricots Phaseolus" (235 pp.)
Como técnico de FAO entre 1977 y 1998, ha colectado 3100 especímenes nuevos de la flora, para CGIAR y Departamento de Agricultura de los Estados Unidos, en 27 expediciones en 14 países latinoamericanos.
Desde 1996 es Director de la "Unidad de Recursos Genéticos, del Centro Internacional de Agricultura Tropical.

## Obras
Ha escrito más de 20 capítulos de libros:
1. Bannerot, H.; Debouck, D.G. 1992. L'importance de la double domestication pour l'amélioration du haricot commun (Phaseolus vulgaris). In: "Complexes d'espèces, flux de gènes et ressources génétiques des plantes", Mounolou, J.C. (ed.), Editions du CNRS, París, pp. 495-506.
2. Debouck, D.G. 1988. Phaseolus germplasm exploration. In: "Genetic resources of Phaseolus beans", Gepts, P. (ed.), Kluwer Academic Publishers, Dordrecht, Holanda, pp. 3-29.
3. Debouck, D.G. 1991. Genetic variation in crop species and their wild relatives: a viewpoint for their conservation. In: "Genetic diversity, and crop strategies for roots and tubers", Becker, B. (ed.), Arbeitsgemeinschaft Tropische und Subtropische Agrarforschung e.V. and International Board for Plant Genetic Resources, Bonn, pp. 41-51
4. Debouck, D.G. 1991. Systematics and morphology. In: "Common beans: research for crop improvement", van Schoonhoven, A. and Voysest Voysest, O. (eds.), Commonwealth Agricultural Bureaux International, Wallingford, RU, pp. 55-118
5. Debouck, D.G. 1992. Frijoles, Phaseolus spp. In: "Cultivos marginados: otra perspectiva de 1492.", Hernández Bermejo, E. & León, J. (eds.), FAO, Roma, pp. 45-60
6. Debouck, D.G. 1993. Importancia del germoplasma surandino en la producción y la mejora de la chaucha. In: "Recursos genéticos hortícolas", Clausen, A. M. (ed.), INTA, Mar del Plata, Argentina, pp. 149-163.
7. Debouck, D.G. 1994. Introduction to the conservation of genetic resources of American tuber legumes (Pachyrhizus). En: "Proceedings of the first international symposium on tuberous legumes", Sfrensen, M. (ed.), DSR Tryk Publ., Copenage, pp. 5-17.
8. Debouck, D.G. 1999. Diversity in Phaseolus species in relation to the common bean. In: "Common bean improvement in the twenty-first century", Singh, S.P. (ed.), Kluwer Academic Publ., Dordrecht, Holanda, pp. 25-52
9. Debouck, D.G. 2000. Biodiversity, ecology and genetic resources of Phaseolus beans – Seven answered and unanswered questions. In: "Wild legumes", Oono, K. (ed.), National Institute of Biological Resources, Tsukuba, Japón, pp. 95-123
10. Debouck, D.G. 2000. Perspectives about in situ conservation of wild relatives of crops in Latin America. In: "In situ conservation research", Oono, K. (ed.), National Institute of Biological Resources, Tsukuba, Japón, pp. 19-39
11. Debouck, D.G. 2000. Genetic resources of Phaseolus beans: patterns in time, space, and people. In: "La judía en un nuevo marco de calidad", 2º Seminario de Judía de la península ibérica, M.A. Fueyo Olmo, A..J. González Fernández, J.J. Ferreira Fernández, R. Giraldez Ceballos-Escalera (eds.), Asturgraf, Villaviciosa, Asturias, pp. 17-39
12. Debouck, D.G., J. Engels & L. Guarino. 2004. Domestication and development of plant cultivars. Encyclopedia of Life Support Systems developed under the auspices of the UNESCO. V. Squires (ed.). EOLSS Publishers, http://www.eolss.net., Oxford, pp. 1-18
13. Debouck, D.G. & R. Hidalgo. 1985. Morfología de la planta de frijol común. In: "Frijol: investigación and producción", López, M., Fernández, F.; Schoonhoven, A.v. (eds.), Programa de Naciones Unidas para el Desarrollo y Centro Internacional de Agricultura Tropical, Cali, Colombia, pp. 7-41.
14. Debouck, D.G. & D. Libreros F. 1995. Neotropical montane forests: a fragile home of genetic resources of wild relatives of New World crops. In: "Biodiversity and conservation of Neotropical montane forests", Churchill, S.P., Baslev, H., Forero, E., Luteyn, J.L. (eds.), New York Botanical Garden, New York, pp. 561-577
15. Debouck, D.G. & J. Smartt. 1995. Beans Phaseolus spp. (Leguminosae-Papilionatae). In: "Evolution of Crop Plants (2ª Ed.)", Simmonds, N.W. & Smartt, J. (eds.), Longman, Londres, pp. 287-294
16. Debouck, D.G. and J. Tohme. 1989. Implications for bean breeders of studies on the origins of common beans, Phaseolus vulgaris L. In: "Current topics in breeding of common bean", Beebe, S. (ed.), Bean Program, Centro Internacional de Agricultura Tropical, Cali, pp. 3-42.
17. Gepts, P. & D.G. Debouck. 1991. Origin, domestication, and evolution of the common bean (Phaseolus vulgaris L.). En: "Common beans: research for crop improvement", van Schoonhoven, A. & Voysest, O. (eds.), Commonwealth Agricultural Bureaux International, Wallingford, RU, pp. 7-53.
18. Hodgkin, T. & D.G. Debouck. 1992. Some possible applications of molecular genetics in the conservation of wild species for crop improvement. En: "Conservation of plant genes - DNA banking and in vitro biotechnology", Adams, R.P. & Adams, J.E. (eds.), Academic Press Inc., San Diego, California, pp. 153-181
19. Koo, B., Pardey P.G. & D.G. Debouck. 2004. CIAT genebank. In: “Saving seeds – The economics of conserving crop genetic resources ex situ in the Future Harvest Centres of the CGIAR”, Koo B., Pardey P.G. & Wright B.D. (eds.), CABI Publishing, Wallingford, RU, pp. 105-125
20. Singh, S. P., Debouck, D.G. & P. Gepts. 1989. Races of common bean, Phaseolus vulgaris L. In: "Current topics in breeding of common bean", Beebe, S. (ed.), Centro Internacional de Agricultura Tropical, Bean Program, Documento Nº 47, Cali, pp. 75-89
21. Singh, S. P., Roca, W. M. & D.G. Debouck. 1997. Ampliación de la base genética de los cultivares de frijol: hibridación interespecífica en especies de Phaseolus. In: "Taller de mejoramiento de frijol para el siglo XXI - Bases para una estrategia para América Latina", Singh, S.P. & Voysest, O. (eds.), Centro Internacional de Agricultura Tropical, Cali, pp. 9-19

- La abreviatura «Debouck» se emplea para indicar a Daniel Gabriel Debouck como autoridad en la descripción y clasificación científica de los vegetales.[1]

## Fuente
- Biografía y extensa bibliografía (enlace roto disponible en Internet Archive; véase el historial, la primera versión y la última).